# Калиновский (Алтайский край)
Калиновский — посёлок в Кытмановском районе Алтайского края. Входит в состав Дмитро-Титовского сельсовета.

## История
Основано в 1827 году. В 1928 году деревня Ново-Оплеухина состояла из 128 хозяйств, основное население — русские. В административном отношении являлось центром Ново-Оплеухинского сельсовета Верх-Чумышского района Барнаульского округа Сибирского края.
В 1961 году указом Президиума Верховного Совета РСФСР посёлок Ново-Оплеухино переименован в Калиновский.

## Население
| 1926 | 1997 | 1998 | 1999 | 2000 | 2001 | 2002 | 2003 | 2004 | 2005 |
| ---- | ---- | ---- | ---- | ---- | ---- | ---- | ---- | ---- | ---- |
| 670  | ↘171 | →171 | ↘145 | ↗147 | ↗159 | ↗161 | ↘143 | ↗145 | ↘131 |
| 2006 | 2007 | 2008 | 2009 | 2010 | 2011 | 2012 | 2013 |      |      |
| ↘120 | ↘111 | ↗116 | ↘114 | ↘86  | →86  | ↘82  | ↘79  |      |      |

Национальный состав
Согласно результатам переписи 2002 года, в национальной структуре населения русские составляли 99 %.